# Panzer Paladin
Panzer Paladin est un jeu vidéo d'action et de plates-formes développé et publié édité Tribute Games. Dans ce jeu au style graphique 8 bits, le joueur contrôle le "Paladin". Il s'inspire des jeux NES tels que Zelda II, Mega Man ou Blaster Master,.
Tribute Games a annoncé le titre du jeu avec des visuels de promotion et des premières captures d'écran du jeu le 13 mars 2019. Le jeu est sorti en juillet 2020 sur Windows et Nintendo Switch.